# Svízel trojrohý
Svízel trojrohý (Galium tricornutum) je teplomilná, jednoletá, poléhavá až vystoupavá bylina, druh rodu svízel. Rostlina byla ještě v polovině 20. století považována v České republice za nepříjemný plevel a v současnosti je zde ohrožená vyhynutím.

## Výskyt
Druh pochází pravděpodobně ze Středomoří a postupně se rozšířil do západní, střední a jižní Evropy. Východním směrem se postupně dostal do jihozápadního Ruska, do Malé, Přední a Střední Asie, na Arabský poloostrov, do Íránu, Iráku i do podhůří Tibetu. V oblasti Středozemního moře roste na Kypru i Krétě, na Madeiře, Kanárských ostrovech i v severní Africe. Mimo to byl zavlečen do Severní i Jižní Ameriky a také do Austrálie. Do všech těchto oblastí se rozšířil hlavně jako příměs osiva obilovin.
V České republice byl svízel trojrohý hojnou rostlinou, vyskytoval se v teplých nižších polohách jako plevel na polích, rostl na mezích, úhorech a na různých neobhospodařovaných místech. V současnosti se díky zlepšené péči o osivo i půdu a používání herbicidů stal vzácným. Vyskytuje se jen ojediněle a je považován za rostlinu mizející z české přírody.

## Ekologie
Snáší dobře sucho a roste převážně na půdách vápnitých, slínitých nebo jílovitých, vyrůstá i v půdách kamenitých. Jako plevel se vyskytoval nejvíce v obilninách a na vinicích, skromněji v okopaninách. Nyní se objevuje na rumištích, skládkách , kompostech, suchých nízkých trávnicích a podél cest. Svými osténky se přichytává o stébla obilí nebo lodyhy okolních rostlin a jeho poléhavé lodyhy se zvedají za světlem. V pícninách neroste, po prvním posečení se nezregeneruje a zahyne.

## Popis

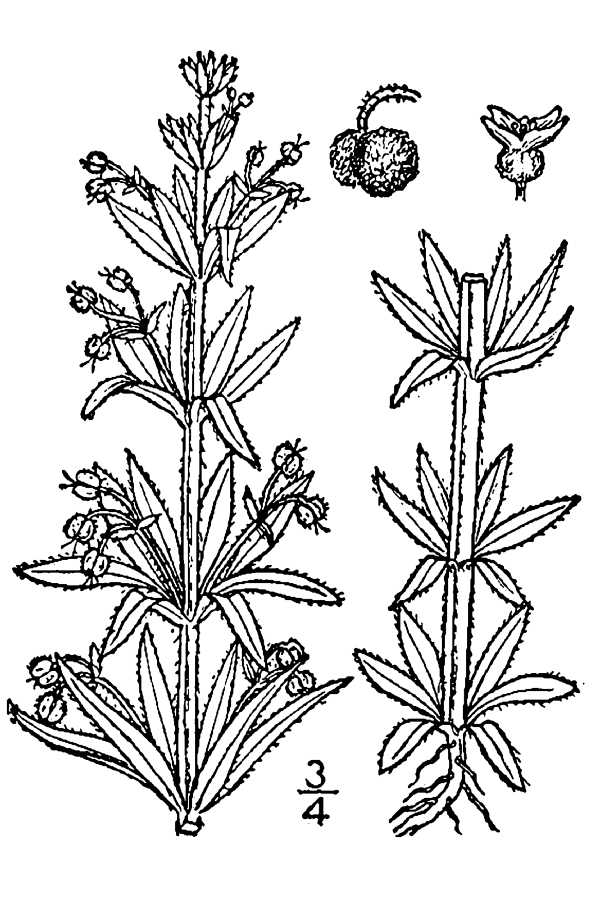
Lodyha a květy

Jednoletá, drsně chlupatá bylina s 10 až 40 cm dlouhou lodyhou která je poléhavá nebo vystoupavá, čtyřhranná a na hranách má hodně nazpět zahnutých osténků. Lodyha je hustě porostlá šesti až osmičetnými přesleny čárkovitě obkopinatých listů a stejných palistů 10 až 40 mm dlouhých a 2,5 až 8 mm širokých. Listy jsou jednožilné, na koncích zahrocené a po okrajích a na spodní straně po střední žilce porostlé osténky.
Květy vytvářejí většinou tříkvětá vrcholičnatá květenstvích vyrůstající z paždí listů, střední květ je oboupohlavný, krajní bývají neplodné samčí. Květy rostou na až 10 mm dlouhých stopkách které se po odkvětu svěšují. Čtyřčetná kolovitá koruna s trojúhelníkovitými neb vejčitými, na konci zašpičatělými bílými lístky má v průměru 1,5 až 2,5 mm; kalich je zakrslý. Květy rozkvétající od května do počátku července bývají opylovány hmyzem nebo se mohou samoopylit. Plodem je dvounažka s dvěma zakulacenými, černými nebo hnědými merikarpy, velkými asi 3,3 mm a vážícími okolo 8,5 mg, které jsou bradavičnatě osténkaté.

## Rozmnožování
Tento druh se rozmnožuje výhradně semeny (merikarpy). Jedna rostlina (přestože se z trojčetného květenství obvykle vytvoří jen jeden plod) jich vyprodukuje až 200. Z polí bývá většina semen sklízena s obilím a jen menší část vypadá na půdu. Část vytroušených semen vyklíčí ještě na podzim a zbytek časně z jara. Při špatném čištění osiva bývají sklizená semena znovu vysévána, mimo to jsou šířena zvířaty nebo lidmi, přichycují k srsti či k šatům.

## Ohrožení
Protože dnes bývá osivo řádně vyčištěno a neobsahuje semena plevelů, nemůže se svízel trojrohý přirozeně šířit. Navíc je citlivý na herbicidy kterých se používá k hubení jiných nežádoucích rostlin. Tento v minulosti místy hojný plevel je v celé Evropě na ústupu a místy již dokonce vymizel (Belgie, Lucembursko, Nizozemsko).
V České republice je svízel trojrohý v „Červeném seznamu cévnatých rostlin České republiky: třetí vydání“ z roku 2012 zařazen mezi kriticky ohrožené druhy.